# Heritage Africa
Heritage Africa es una película de ghanesa producida y dirigida por Kwaw Ansah en 1989.

## Sinopsis
Kwasi Atta Bosomefi fue un servidor público durante el período colonial, pero ascendió a las filas del poder debido a su relación con los amos coloniales. También cambió su nombre de Kwasi Atta Bosomefi a Quincy Arthur Bosomfield, abandonó su cultura y herencia y adoptó la de sus amos coloniales.

## Elenco
- Charles Kofi Bucknor como Quincy Arthur Bosomfield
- Ian Collier como Patrick Snyper
- Peter Whitbread como Sir Robert Guggiswood
- Anima Misa como Theresa Bosomfield
- Tommy Ebow como Keane Akroma
- Evans Oma Hunter como Francis Essien
- Martín Owusu
- Joy Otoo
- Suzan Crowley
- Pentsiwa Quansah
- Nick Simons
- David Dontoh
- Aileen Attoh
- Richard Hanson
- Joe Eyison

## Festivales
En 1989, fue presentada en el Festival Internacional de Cine de Tokio y ganó el Gran Premio (Semental de Yennenga) en la undécima edición del Festival Panafricano de Cine y Televisión de Uagadugú.